# Jacob Hjelte
Jacob Karl Johan Hjelte (8 novembre 1996) è un calciatore svedese, attaccante del Gefle.

## Carriera
Hjelte è cresciuto a livello giovanile in squadre dell'area di Gävle: prima nell'Hagaströms SK, poi, dal 2012, nel Gefle ovvero il maggior club della cittadina.
Al termine della stagione 2014, in cui è stato talvolta convocato in prima squadra senza mai collezionare apparizioni, ha firmato un contratto professionistico. Pochi mesi più tardi ha sottoscritto un prolungamento fino alla stagione 2018 compresa.
Il 5 aprile 2015 Hjelte ha fatto il suo debutto in Allsvenskan, partendo titolare nella vittoria esterna sul terreno di gioco del Falkenberg alla prima giornata di campionato. Sarà tuttavia l'unica presenza dal primo minuto di quell'annata, chiusa con 14 presenze e 0 reti.
Il primo gol in Allsvenskan lo ha realizzato il 18 luglio 2016, con un colpo di testa che ha riportato in vantaggio per 3-2 il Gefle sul Kalmar (il risultato finale sarà 4-2). Quella partita, valida per la 14ª giornata, è coincisa con la seconda vittoria del Gefle nell'Allsvenskan 2016, ma non è poi servita ad evitare la retrocessione in Superettan.
In seconda serie con il Gefle, Hjelte ha giocato la stagione 2017 e l'inizio di quella 2018, prima di scendere in terza serie al Sandvikens IF prima in prestito per il mese di giugno, e successivamente a titolo definitivo. La sua permanenza al club biancorosso si è interrotta al termine del campionato 2019, durante il quale Hjelte ha avuto due infortuni che ne hanno limitato l'utilizzo.
Il giocatore ha fatto poi ritorno al Gefle, che nel frattempo era sceso in terza serie.